# Jennifer Sky
Jennifer Wacha (Jensen Beach, Florida; 13 de octubre de 1976) conocida como Jennifer Sky, es una actriz estadounidense. Es conocida por su papel de Sarah Webber en General Hospital (1997 - 1998).

## Biografía
Dejó Florida a los 17 años para estudiar actuación en Nueva York con algunos instructores de renombre aprendiendo la técnica de Meisner. Se casó con Alex Band, cantante de The Calling, el 25 de julio de 2004. Se divorciaron en 2009.

## Sello de moda
Sky, junto a su hermana Katie y su excuñada, Taryn Band, crearon la marca de moda "Vanitas of California".

## Trayectoria
Apareció de forma regular en series televisivas como Hospital General, Xena: la princesa guerrera y Cleopatra 2525, y como estrella del porno en CSI: Miami, así como apariciones como invitada en Buffy the Vampire Slayer y Charmed.
Resultó en el puesto 90 según la revista Maxim de las 100 mujeres más atractivas del mundo en 2003.

### Otras participaciones
- Buffy the Vampire Slayer
- Charmed
- Xena: la princesa guerrera
- Cleopatra 2525
- Hospital general
- CSI: Miami
- Fastlane
- Colombo: 12. temporada (N°69 y último) : "Columbo Likes the Nightlife"
- SeaQuest DSV: 2. temporada : Sympathy for the Deep"
- My Little Eye